# Waaiermotten
De waaiermotten (Alucitidae), ook wel waaiervlinders genoemd, zijn een familie van vlinders die samen met de familie Tineoididae de superfamilie Alucitoidea vormen. De voor- en achtervleugels van vlinders in deze familie bestaan meestal uit zes veerachtige delen.
De familie telt wereldwijd ruim tweehonderd soorten, verdeeld over negen geslachten. In Nederland en België is alleen de waaiermot (ook wel kamperfoeliebloesemmot genoemd) algemeen. In Zuid-Limburg en België komt ook een tweede vlinder uit het geslacht Alucita voor, de duifkruidwaaiermot (Alucita grammodactyla).

## Geslachten en enkele soorten
- Alinguata
- Alucita
  - Alucita acascaea
  - Alucita agapeta
  - Alucita hexadactyla - Waaiermot
  - Alucita grammodactyla - Duifkruidwaaiermot
  - Alucita helena
  - Alucita phricodes
  - Alucita pygmaea
  - Alucita xanthodes
  - Alucita xanthosticta
  - Alucita zumkehri
- Hebdomactis
- Hexeretmis
- Microschismus
- Paelia
- Prymnotomis
- Pterotopteryx
- Triscaedecia